# Notitiae
Notitiae je úřední věstník vydávaný Kongregací pro bohoslužbu a svátosti od roku 1965. Nejprve vycházel s podtitulem Commentarii ad nuntia de re liturgica, od čísla 45 (duben až červen 1969) s podtitulem Commentarii ad nuntia et studia de re liturgica a od roku 2004 jen s podtitulem Commentarii. Jsou v něm publikovány oficiální dokumenty Svatého stolce a Kongregace pro bohoslužbu a svátosti s komentářem, nové liturgické texty, různá oznámení (například o změnách v liturgických kalendářích nebo o povýšení kostelů na baziliku minor) a další informace týkající se liturgie římského ritu.
Původně vycházel s měsíční periodicitou, skutečná periodicita však vykazovala časté nepravidelnosti. Od roku 2016 vychází jednou ročně a jen v elektronické podobě.